# Peter Christ
Peter Christ (* 1948) ist ein deutscher Journalist. Er war Chefredakteur zahlreicher Zeitungen.

## Leben
Christ begann seine journalistische Karriere 1977 bei der Stuttgarter Zeitung. Danach arbeitete er beim manager magazin, von dem er 1979 zur Wochenzeitung Die Zeit in Hamburg wechselte. Dort war er zuletzt Leiter des Wirtschaftsressorts.
Er war dann von 1992 bis 1995 Chefredakteur des manager magazins. In gleicher Position war er von 1995 bis 1997 bei der Badischen Zeitung in Freiburg im Breisgau tätig. 1998 ging er als Chefreporter zur Wochenzeitung Die Woche. Von 1999 bis 2002 war er Chefredakteur der Sächsischen Zeitung in Dresden und von 2002 bis 2006 der Stuttgarter Zeitung.
Danach war er als Medienberater für EnBW Energie Baden-Württemberg tätig.
2011 gründete er das Zeitungssupplement doppio.